# Euptychium setigerum
Euptychium setigerum är en bladmossart som beskrevs av Brotherus 1906. Euptychium setigerum ingår i släktet Euptychium och familjen Pterobryaceae. Inga underarter finns listade i Catalogue of Life.